# Egerniinae
Sous-famille
Les Egerniinae sont une sous-famille de sauriens de la famille des Scincidae.

## Répartition
Les espèces de cette sous-famille se rencontrent en Océanie.

## Liste des genres
Selon The Reptile Database (30 décembre 2015) :
- Bellatorias Wells & Wellington, 1984
- Corucia Gray, 1855
- Cyclodomorphus Fitzinger, 1843
- Egernia Gray, 1838
- Liopholis Fitzinger, 1843
- Lissolepis Peters, 1872
- Tiliqua Gray, 1825
- Tribolonotus Duméril & Bibron, 1839

## Publication originale
- Welch, 1982 : Herpetology of the Old World 2. Preliminary comments on the classification of skinks (family Scincidae) with specific reference to those genera found in Africa, Europe and southwest Asia. Herptile, vol. 7, no 4, p. 25-27.